# George Wadsworth
George Wadsworth (Buffalo, 3 de abril de 1893 – 5 de marzo de 1958) fue un diplomático estadounidense, especializado en el Medio Oriente.

## Biografía
Nacido en Buffalo, estudió química en el Union College de Schenectady. Una vez graduado se trasladó a Beirut, donde asumió un cargo de profesor en la Universidad Americana (1914-1917). Posteriormente ingresó en el servicio diplomático.
Ocupó un cargo en la embajada estadounidense en Roma en vísperas de la Segunda Guerra Mundial. Brevemente asumió la titularidad antes de que los Estados Unidos le declarasen la guerra a Italia.
Posteriormente fue embajador en Siria, Líbano, Irak, Turquía, Checoslovaquia, Arabia Saudita y Yemen.